# Erebia joachimi
Erebia joachimi är en fjärilsart som beskrevs av Goltz 1930. Erebia joachimi ingår i släktet Erebia och familjen praktfjärilar. Inga underarter finns listade i Catalogue of Life.